# His Wife's Friend (film 1918)
His Wife's Friend è un cortometraggio muto del 1918 diretto da Walter Wright

## Produzione
Il film fu prodotto dalla Mack Sennett Comedies.

## Distribuzione
Distribuito dalla Paramount Pictures (con il nome Paramount Famous Lasky Corporation), il film - un cortometraggio di venti minuti - uscì nelle sale cinematografiche USA l'8 settembre 1918.